# Georges Balagny
George ou Georges Balagny, né à Batignolles le 16 février 1837 et mort à Paris XVIIe le 17 décembre 1919, est un photographe français.

## Biographie
Fils d'Auguste Balagny, notaire, et futur maire de Batignolles-Monceau, puis du XVIIe arrondissement de Paris, et enfin de Maule, et d'Adélaïde Léopoldine Genet.
Il passe d'abord une licence en droit, puis un doctorat, avant d'abandonner la carrière juridique pour se consacrer à des recherches photographiques, dans son atelier de la rue Salneuve. Il publie de nombreux ouvrages sur ses travaux sous le nom de George Balagny. 
Il est reçu membre de la Société française de photographie et nommé officier d'Académie.
Il est domicilié 11 rue Salneuve à Paris.
Il achète le château du Buat à Maule. Il épouse à Maule le 2 juillet 1872 Berthe Salneuve, cousine de l'ancien adjoint de son père à la mairie du XVIIe. Ils ont un fils unique Robert Balagny, avocat à la Cour, et une nombreuse descendance.

## Distinctions
- Officier d'académie.

## Publications
- Hydroquinone et potasse, nouvelle méthode de développement…, Paris, Gauthier-Villars, 1889.
- Traité de photographie par les procédés pelliculaires, Paris, Gauthier-Villars, 1889-1890. (Lire en ligne)
- Les contre-types ou les copies de clichés, Paris, Gauthier-Villars, 1893.
- La Photocollographie, Paris, Gauthier-Villars, 1899.
- Monographie du diamidophénole en liqueur acide, nouvelle méthode de développement…, Paris, Gauthier-Villars, 1907.